# Bulwar Tadka Jasińskiego we Wrocławiu
Bulwar Tadka Jasińskiego – bulwar we Wrocławiu położony w obrębie Starego Miasta, przebiegający nad Fosą Miejską. Bulwar ten obejmuje pas zieleni pomiędzy fosą, a ulicą Pawła Włodkowica, na odcinku od placu Jana Pawła II, do ulicy Krupniczej. Stanowi część Promenady Staromiejskiej. Nazwa bulwaru nadana uchwałą Rady Miejskiej Wrocławia nr LVI/3317/06 z dnia 5 października 2006 r., upamiętnia postać Tadeusza Jasińskiego.
| obiekt                                                           | opis     | fotografia |
| ---------------------------------------------------------------- | -------- | ---------- |
| Fontanna Alegoria Walki i Zwycięstwa                             | fontanna |            |
| Pałac ślubów                                                     | budynek  |            |
| Kładka św. Antoniego                                             | kładka   |            |
| Kładka Świebodzka                                                | kładka   |            |
| Nowa Giełda (po wojnie budynek klubu sportowego Gwardia Wrocław) | budynek  |            |